# Prescott (Ontario)
Prescott è un comune del Canada, situato nella provincia dell'Ontario, nelle contee unite di Leeds e Grenville.